# The Devil Put Dinosaurs Here Tour
The Devil Put Dinosaurs Here Tour – trasa koncertowa amerykańskiego zespołu muzycznego Alice in Chains, promująca piąty album studyjny The Devil Put Dinosaurs Here, opublikowany 28 maja 2013. Jest to pierwsze tournée zespołu po trzyletniej przerwie (w 2010 grupa występowała w ramach Blackdiamondskye wspólnie z Deftones i Mastodon). W ramach trasy zespół po raz pierwszy w swej historii odwiedził takie państwa jak Argentyna, Peru czy Singapur. Ponadto Alice in Chains po raz pierwszy od czasów Finish What we Started Tour występowali na koncertach w Japonii, i po raz pierwszy od 2009 w Australii. Łącznie trasa liczyła 130 koncertów.

## Opis trasy

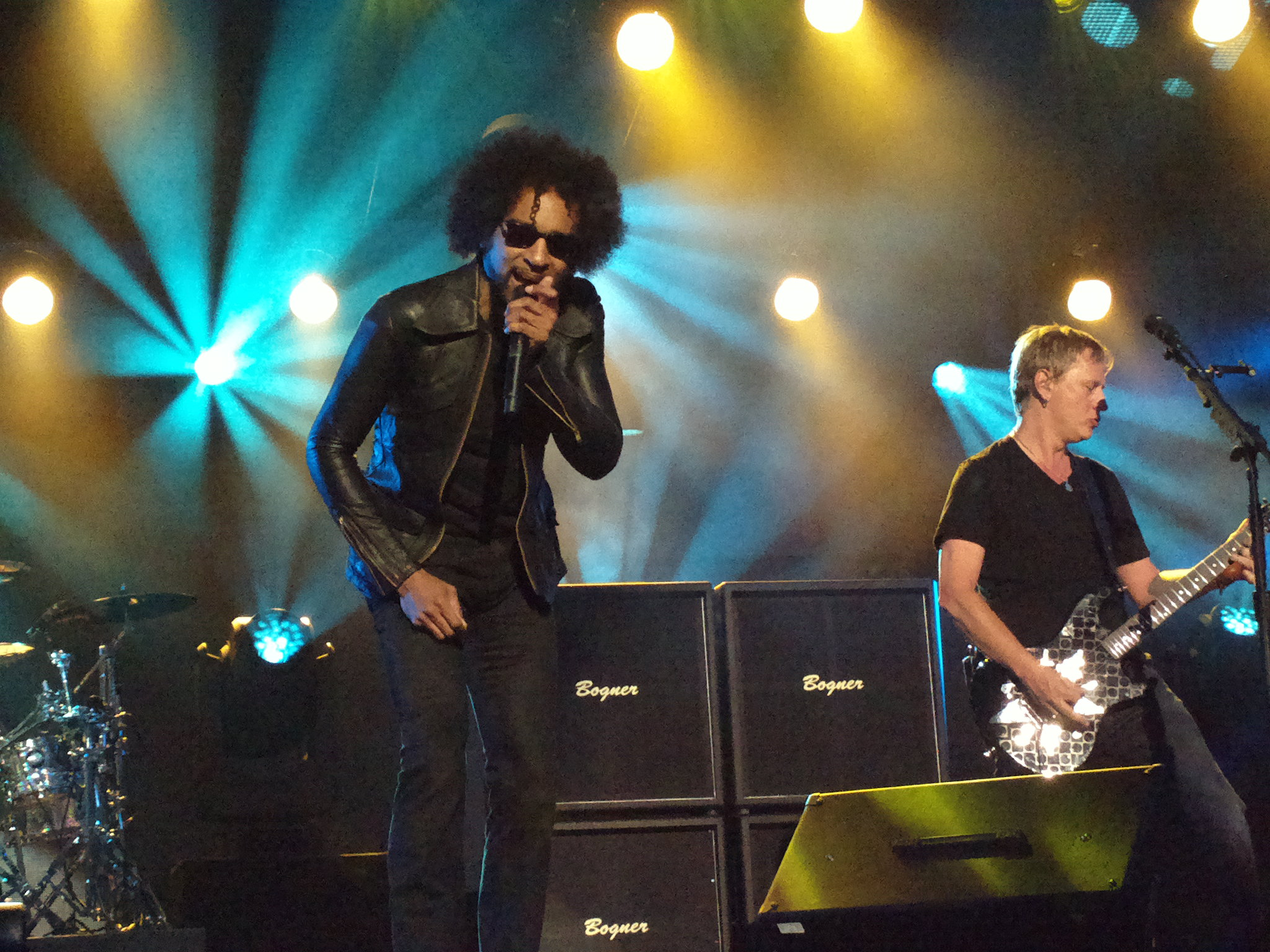
William DuVall i Jerry Cantrell podczas występu w programie Jimmy Kimmel Live!, 10 kwietnia 2013

14 stycznia 2013, za pośrednictwem oficjalnej strony internetowej, zespół poinformował o pierwszych datach wiosennych koncertów. Do wiadomości podano 12 występów. 10 kwietnia członkowie Alice in Chains wystąpili w programie telewizyjnym Jimmy Kimmel Live!, podczas którego na żywo zadebiutowały dwa premierowe utwory – „Hollow” i „Stone”.
Pierwszy etap trasy, składający się z 22 koncertów w Ameryce Północnej, rozpoczął się 25 kwietnia 2013 występem w Jackie Gleason Theater w Miami Beach. Podczas koncertu w Milwaukee 15 maja, w utworze „Rooster” wystąpił gościnnie ojciec gitarzysty Jerry’ego Cantrella. Pierwszy etap The Devil Put Dinosaurs Here Tour składał się z koncertów premierowych jak i festiwalowych. 14 i 15 czerwca zespół udał się do Europy, gdzie pierwszego dnia wystąpił na duńskim Copenhell, a następnie na angielskim Download Festival. Trzeci etap trasy rozpoczął się 1 lipca koncertem w kanadyjskim Vancouver w ramach festiwalu Fox Fest. Dzień później zespół wystąpił w Calgary. Tuż przed wykonaniem utworu „Nutshell”, pochodzącego z minialbumu Jar of Flies, na scenie pojawił się Phil Staley, ojciec wokalisty Layne’a Staleya.
W udzielonym wortalowi Blabbermouth.net wywiadowi, Jerry Cantrell na pytanie dlaczego zespół podczas pierwszego etapu trasy gra tak mało utworów z nowej płyty, odpowiedział: „Utwory «Stone» i «Hollow» sami udostępniliśmy, natomiast «Phantom Limb» wyciekł, więc gramy je na koncertach. Dawniej dało się pracować nad nowym materiałem na żywo. To było wtedy coś specjalnego dla fanów – może ktoś to nagrał i później krążyło po piwnicach. Ale teraz to wszystko idzie w świat, w gównianej wersji, a nasze ręce są związane. Ludzie to zgrywają, a my tracimy swoje uderzenie. To trudne, naprawdę trudne. Musimy inaczej działać i to jest do bani”.

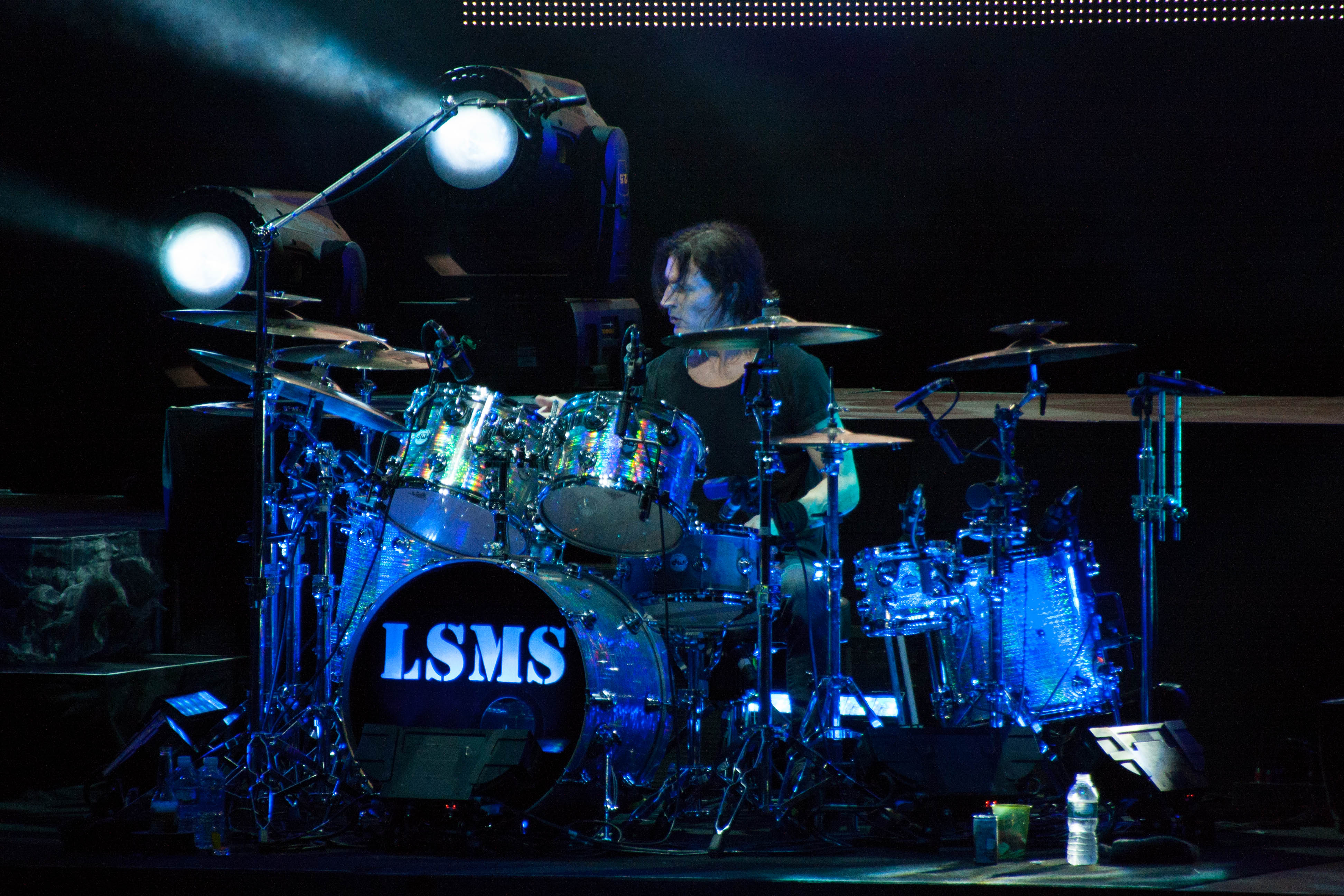
Sean Kinney podczas występu w ramach Uproar Festival, 17 sierpnia 2013

Od 9 sierpnia do 15 września zespół występował jako jedna z gwiazd w ramach Uproar Festival. Na głównej scenie prezentowały się również formacje Circa Survive, Coheed and Cambria i Jane’s Addiction. 19 września zespół rozpoczął czwarty etap trasy. Odbył się on w państwach Ameryki Południowej. Zespół wystąpił między innymi na festiwalu Rock in Rio w Brazylii, pełniąc rolę supportu dla grupy Metallica.
W listopadzie zespół zagrał serię 6 występów w Wielkiej Brytanii. Od 22 lutego do 3 marca grupa koncertowała na kontynencie australijskim, występując między innymi po raz drugi na Soundwave Festival. Od 25 kwietnia do 24 maja grupa koncertowała w Ameryce Północnej. W czerwcu zespół powrócił do Europy, występując na festiwalach, między innymi Sonisphere Festival, obok zespołów Airbourne, Anthrax, Metallica i Kvelertak. 30 lipca członkowie zespołu wystąpili w ramach Guitar Center Sessions, przygotowanej przez największego detalistę instrumentów i sprzętu muzycznego Guitar Center oraz amerykańską platformę cyfrową DirecTV. Ostatni etap trasy trwał od 8 do 27 sierpnia i odbył się w Ameryce Północnej. Mike Inez przyznał w jednym z wywiadów: „To jest dla nas błogosławieństwo, aby móc podróżować po całym świecie i grać dla ludzi, którzy chcą nas słuchać”.

### Setlista
W trakcie trwania trasy, na żywo zadebiutowały utwory: „Hollow”, „Stone” (25.04.2013), „Phantom Limb” (15.05.2013) i „Choke” (01.06.2014). Na koncertach zostały zaprezentowane kompozycje nie grane od dłuższego czasu. Po raz pierwszy od 1991, czyli od Facelift Tour, muzycy wykonali „Confusion” (25.04.2014). Kompozycja „A Little Bitter” została wykonana po raz pierwszy od czasów 1996 North America Tour (27.02.2014).
| Setlista 2013 |
| --- |
| 1. „Them Bones” 2. „Dam That River” 3. „Again” 4. „Check My Brain” 5. „Hollow” 6. „Got Me Wrong” 7. „It Ain’t Like That” 8. „We Die Young” 9. „Man in the Box” 10. „Stone” 11. „Down in a Hole” 12. „Nutshell” 13. „No Excuses” 14. „Would?” 15. „Rooster” Uwagi: - Na występach nieregularnie grane były: „Love, Hate, Love”, „Rain When I Die”, „Junkhead”, „Dirt”, „Angry Chair”, „Rotten Apple”, „Whale & Wasp”, „Grind”, „Sludge Factory”, „Heaven Beside You”, „God Am”, „Last of My Kind”, „Your Decision”, „Acid Bubble”, „Voices” i „Phantom Limb”. |

| Setlista 2014 |
| --- |
| 1. „Them Bones” 2. „Dam That River” 3. „Again” 4. „Check My Brain” 5. „Hollow” 6. „Man in the Box” 7. „Last of My Kind” 8. „Nutshell” 9. „It Ain’t Like That” 10. „We Die Young” 11. „Stone” 12. „No Excuses” 13. „Down in a Hole” 14. „Rooster” 15. „Got Me Wrong” 16. „Would?” Uwagi: - Na występach nieregularnie grane były: „Love, Hate, Love”, „Confusion”, „Rain When I Die”, „Junkhead”, „Dirt”, „Angry Chair”, „A Little Bitter”, „Whale & Wasp”, „Grind”, „Sludge Factory”, „Your Decision”, „A Looking in View”, „Acid Bubble”, „Voices”, „Phantom Limb” i „Choke”. |

### Support
Występy Alice in Chains podczas pierwszego etapu trasy w Ameryce Północnej (25 kwietnia–26 maja) poprzedzały formacje MonstrO (część kwietniowych i majowych koncertów), Bullet for My Valentine i Halestorm (14 i 24 maja) oraz Bloodnstuff (15 maja) i O’Brother (22 maja). W trakcie trzeciego etapu trasy w Kanadzie i Stanach Zjednoczonych występy Alice in Chains otwierały formacje Chevelle i Monster Truck. Listopadowe koncerty w Wielkiej Brytanii supportowały zespoły Ghost i Walking Papers. Występy Alice in Chains w Australii poprzedzały formacje Down i Walking Papers. Podczas majowych koncertów w Ameryce Północnej rolę supportu pełnił zespół Monster Truck. Występy w trakcie ostatniego etapu trasy, trwającego w sierpniu 2014, otwierały formacje Monster Truck i The Pack A.D..

- MonstrO  (25 kwietnia, 27 kwietnia–3 maja, 5 maja 2013, USA)
- Bullet for My Valentine  (14 maja, 24 maja 2013, USA)
- Halestorm  (14 maja, 24 maja 2013, USA)
- Bloodnstuff  (15 maja 2013, USA)
- O’Brother  (22 maja 2013, USA)
- Chevelle  (2 lipca–11 lipca, 15 lipca 2013, Kanada, USA)
- Monster Truck  (2 lipca–11 lipca, 15 lipca 2013, Kanada, USA, 6 maja, 10 maja–19 maja, 13 sierpnia–19 sierpnia, 22 sierpnia, 24 sierpnia–27 sierpnia 2014, Kanada, USA)
- Ithem  (28 września 2013, Argentyna)
- Walking Papers  (26 października, USA, 9–16 listopada 2013, Wielka Brytania, 25 lutego–27 lutego 2014, Australia)
- Ghost  (9 listopada–16 listopada 2013, Wielka Brytania)
- Down  (25 lutego–27 lutego 2014, Australia)
- Kongos  (1 maja 2014, USA)
- Black Label Society  (27 czerwca 2014, Europa)
- Danko Jones  (8 sierpnia 2014, Kanada)
- The Pack A.D.  (8 sierpnia–19 sierpnia, 22 sierpnia–27 sierpnia 2014, Kanada)

## Występy przedpremierowe
| Ameryka Północna |             |                   |                    |
| 10 kwietnia 2013 | Los Angeles | Stany Zjednoczone | Sony Outdoor Stage |

## Daty i miejsca koncertów

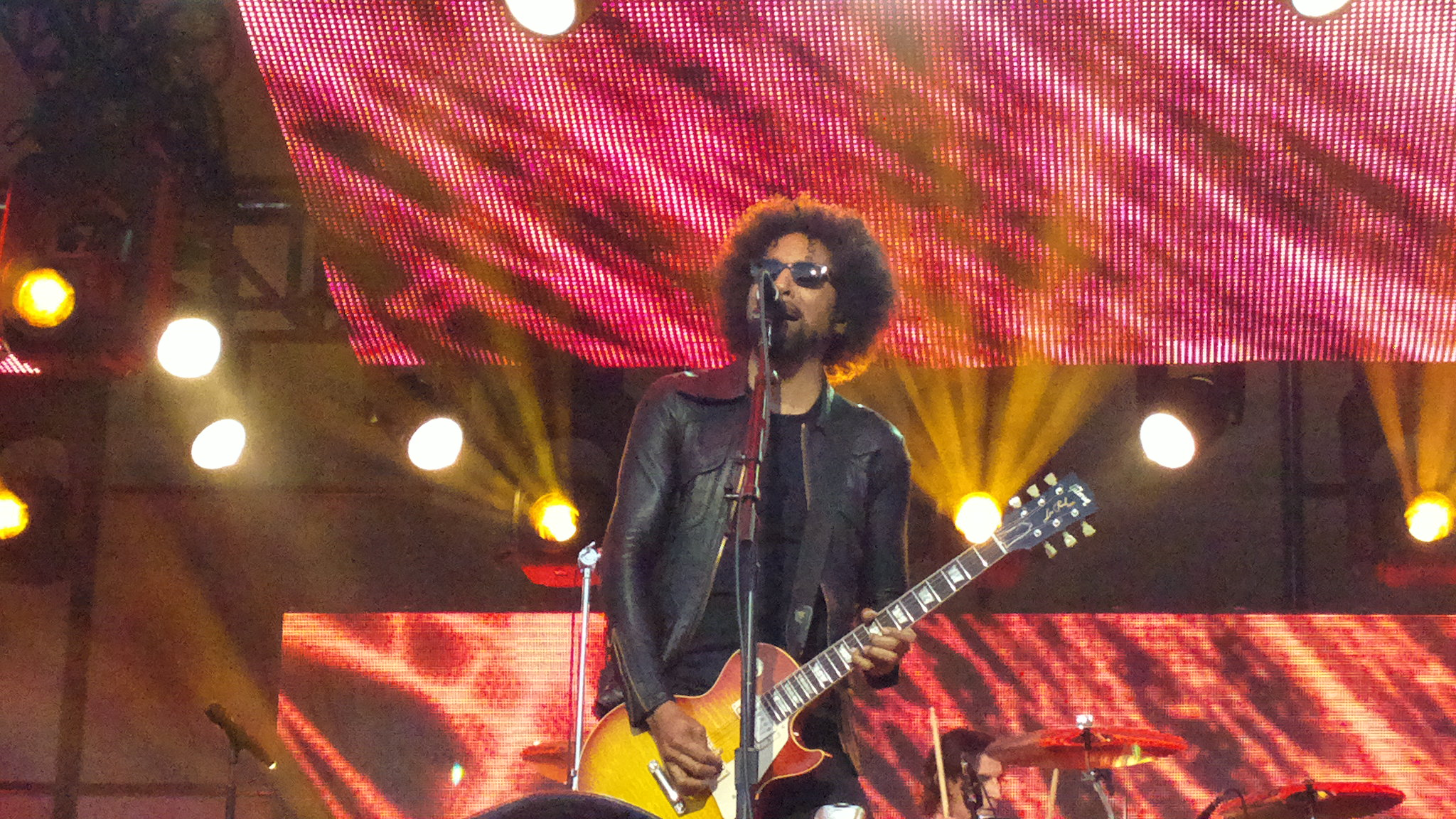
William DuVall w trakcie występu w programie Jimmy Kimmel Live!, 10 kwietnia 2013

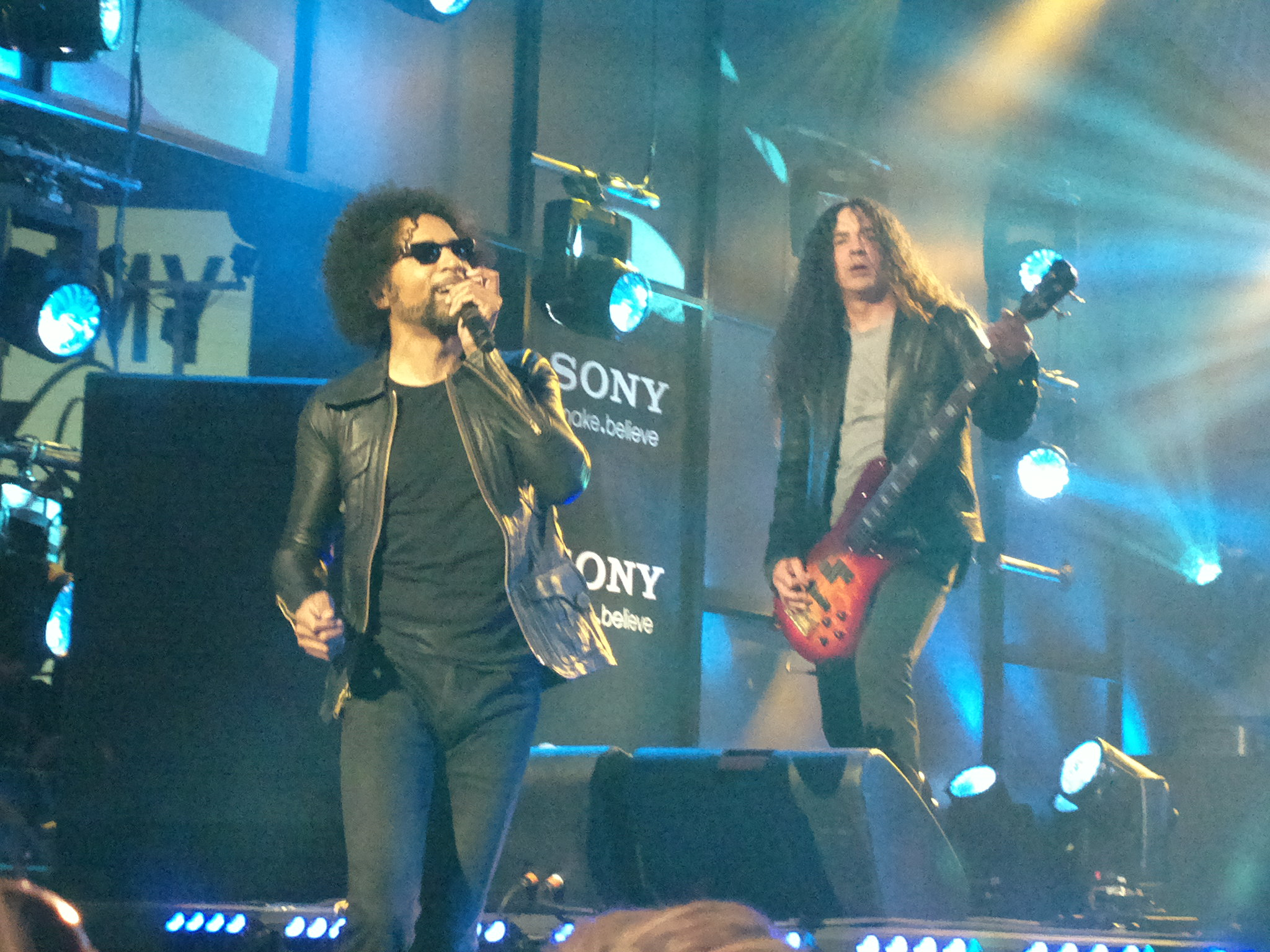
William DuVall i Mike Inez w trakcie występu w programie Jimmy Kimmel Live!, 10 kwietnia 2013

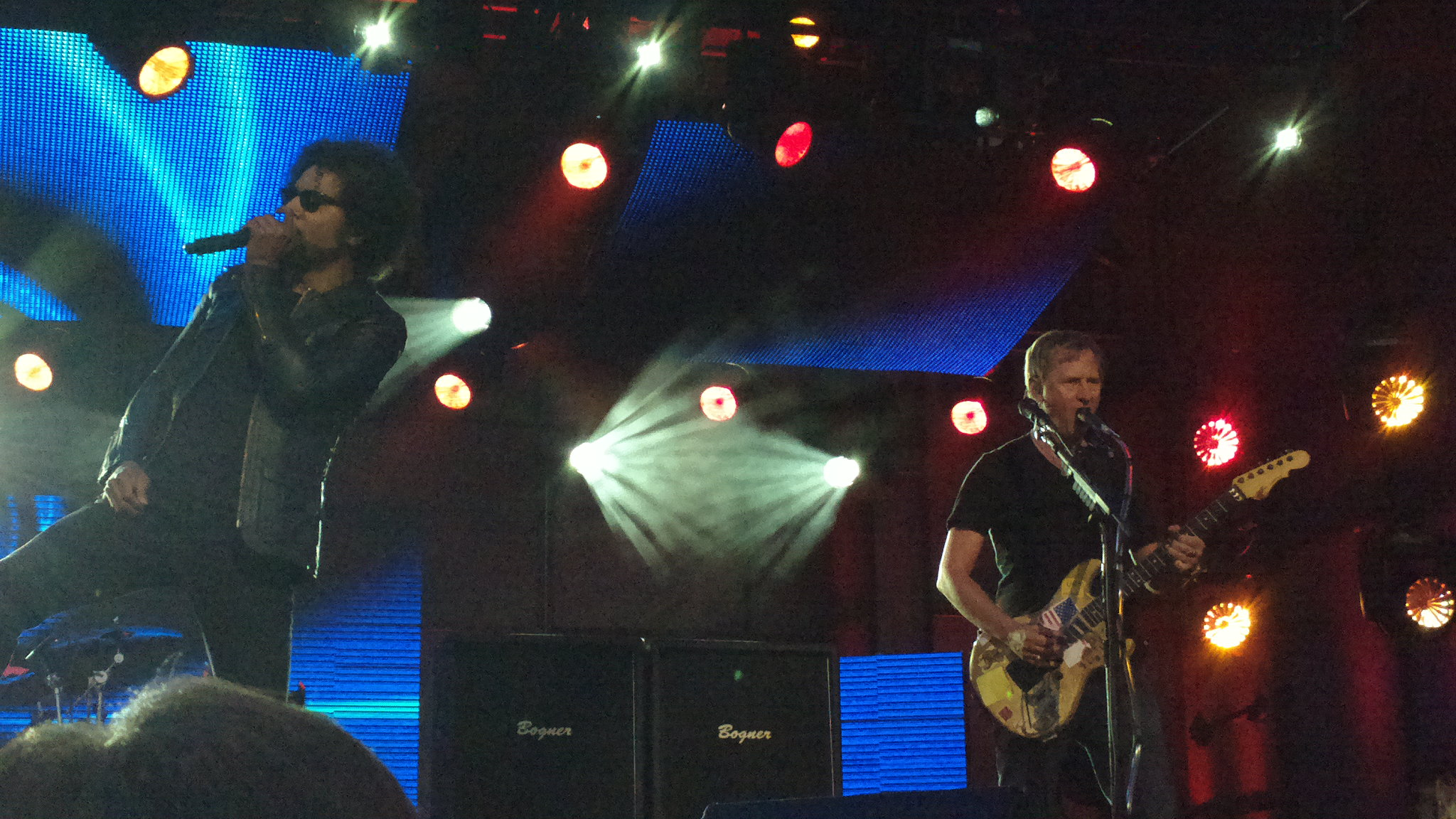
William DuVall i Jerry Cantrell w trakcie występu w programie Jimmy Kimmel Live!, 10 kwietnia 2013

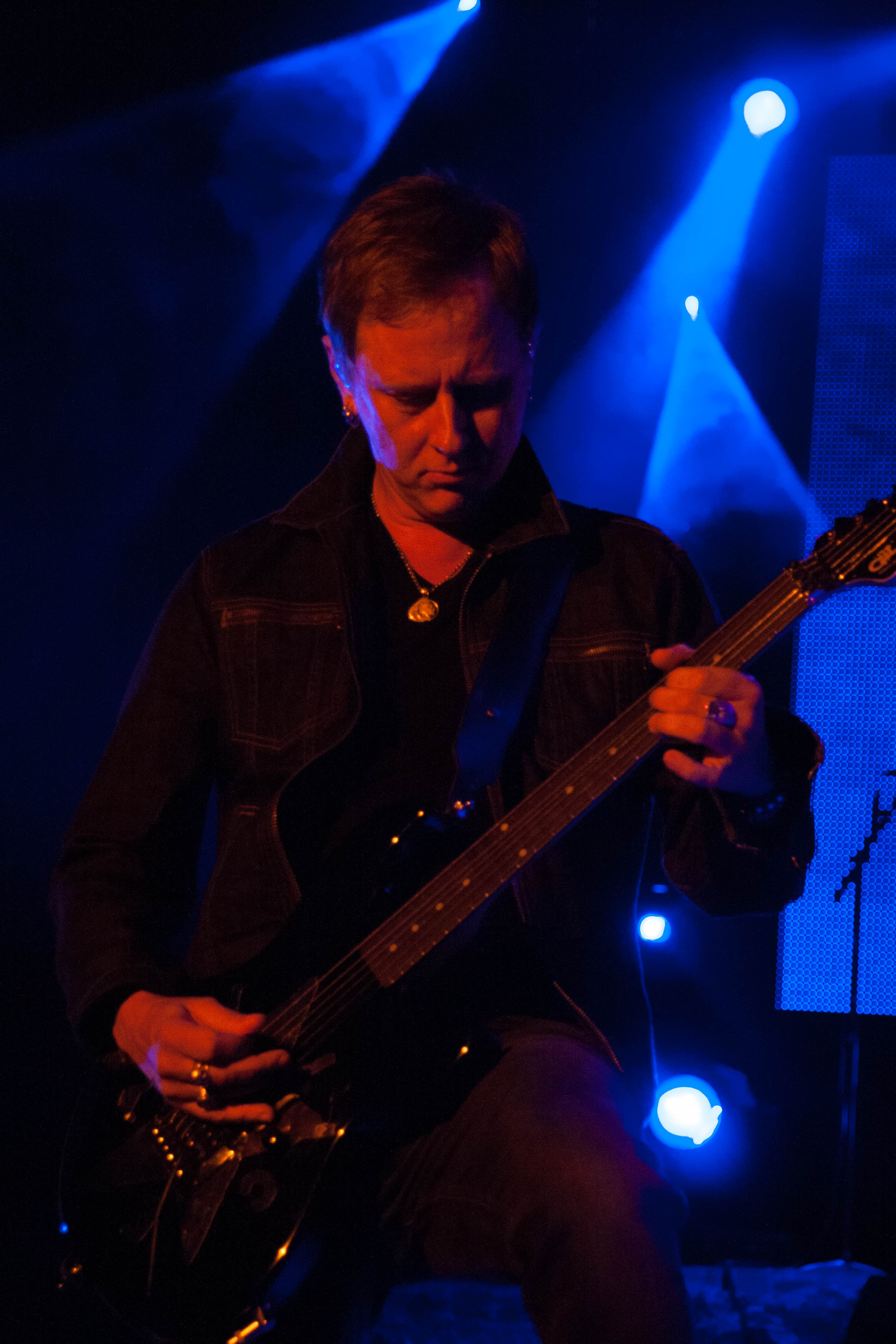
Jerry Cantrell podczas Uproar Festival, 17 sierpnia 2013

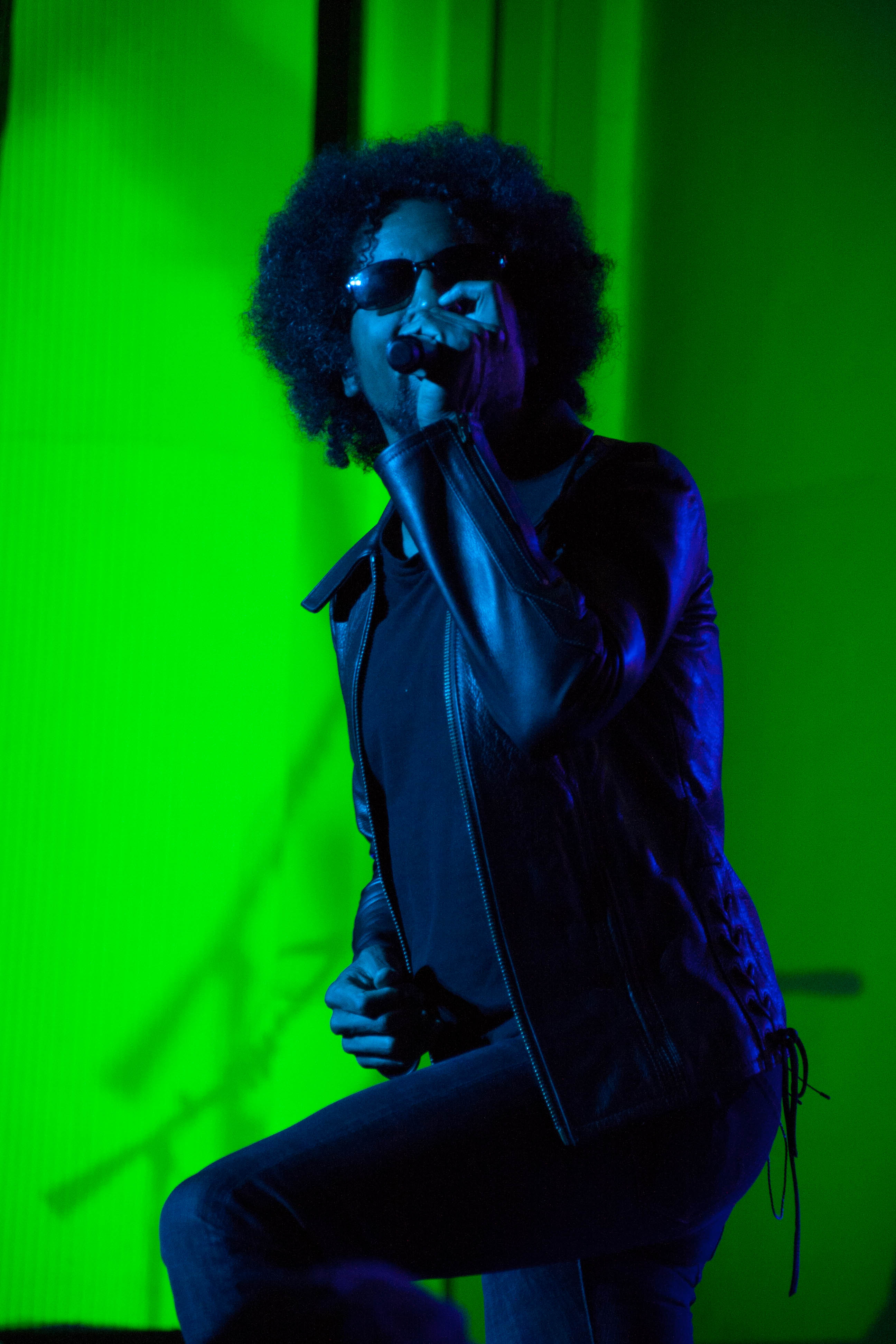
William DuVall podczas Uproar Festival, 17 sierpnia 2013

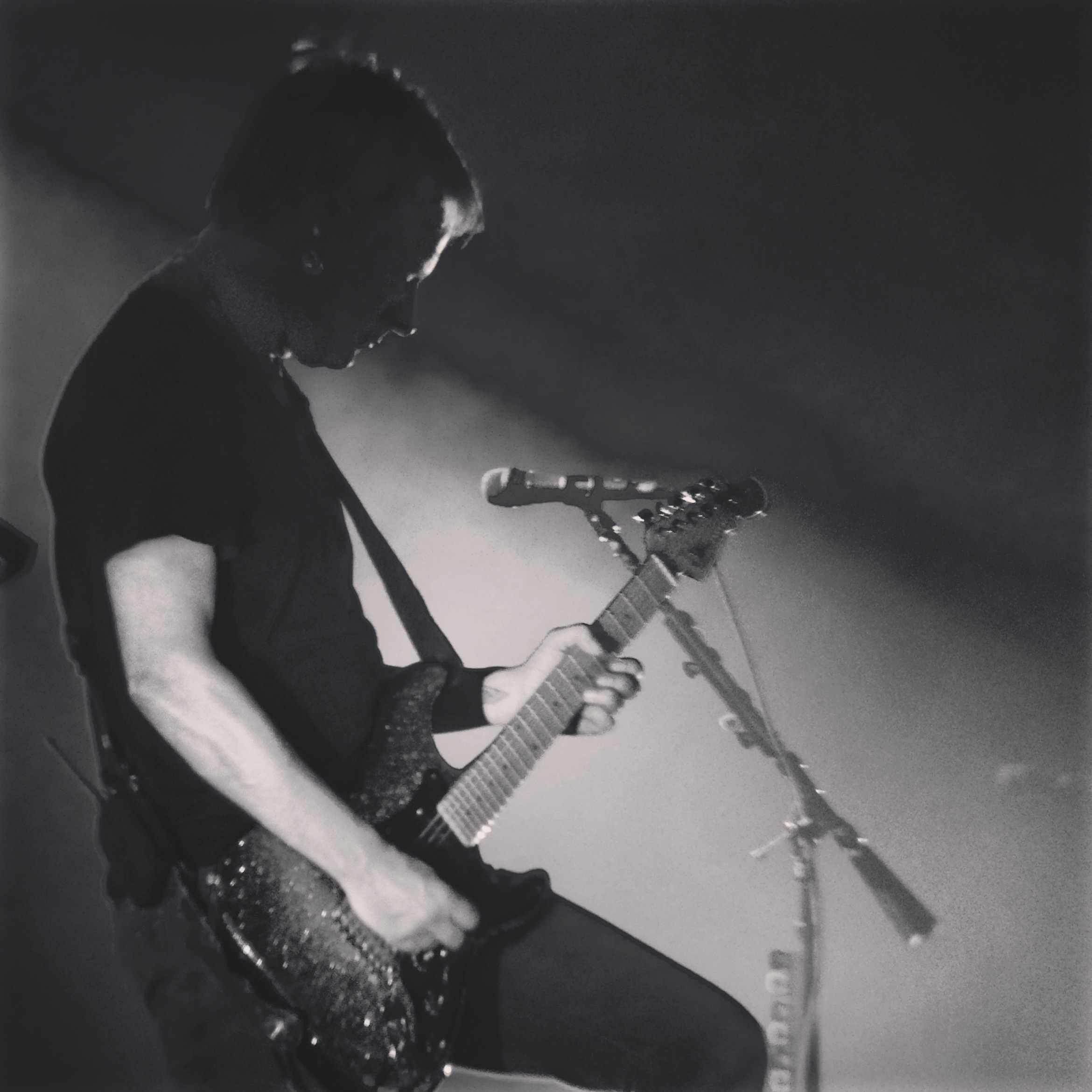
Jerry Cantrell podczas koncertu Alice in Chains w Porto Alegre, 24 września 2013

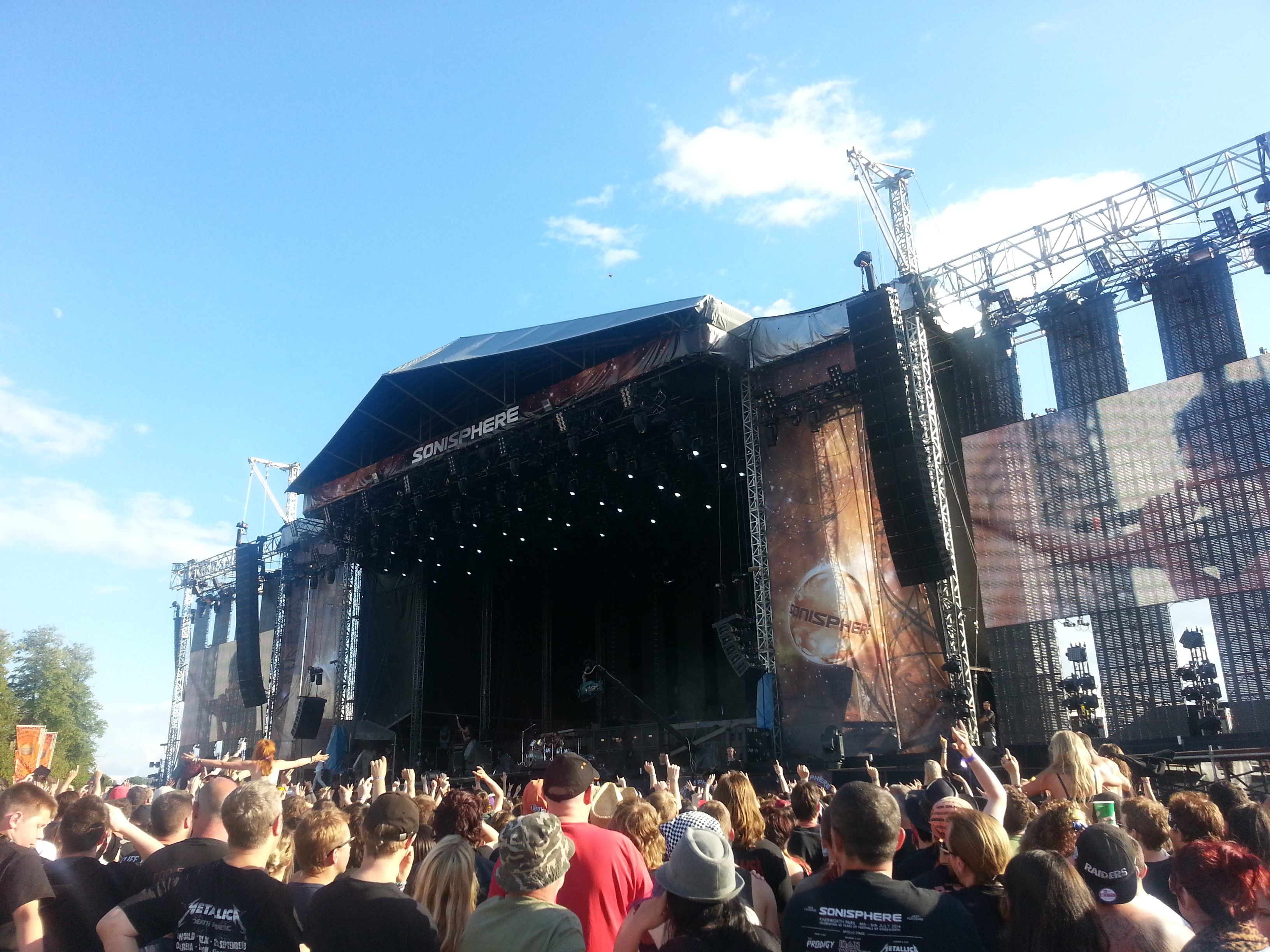
Alice in Chains podczas występu na Sonisphere Festival w Knebworth, 6 lipca 2014

| Data                 | Miasto            | Kraj              | Obiekt                                | Support                           | Wsparcie dla  |
| -------------------- | ----------------- | ----------------- | ------------------------------------- | --------------------------------- | ------------- |
| Ameryka Północna     |                   |                   |                                       |                                   |               |
| 25 kwietnia 2013     | Miami Beach       | Stany Zjednoczone | Jackie Gleason Theater                | MonstrO                           | N/A           |
| 26 kwietnia 2013     | Tampa             | Stany Zjednoczone | Tampa Bay Times Forum                 | N/A                               | N/A           |
| 27 kwietnia 2013     | Jacksonville      | Stany Zjednoczone | Metropolitan Park                     | MonstrO                           | N/A           |
| 30 kwietnia 2013     | Birmingham        | Stany Zjednoczone | BJCC Arena                            | MonstrO                           | N/A           |
| 1 maja 2013          | Augusta           | Stany Zjednoczone | James Brown Arena                     | MonstrO                           | N/A           |
| 3 maja 2013          | Memphis           | Stany Zjednoczone | Tom Lee Park                          | MonstrO                           | N/A           |
| 4 maja 2013          | Concord           | Stany Zjednoczone | Charlotte Motor Speedway              | N/A                               | N/A           |
| 5 maja 2013          | Norfolk           | Stany Zjednoczone | The NorVa                             | MonstrO                           | N/A           |
| 7 maja 2013          | Bethlehem         | Stany Zjednoczone | Sands Bethlehem Event Center          | N/A                               | N/A           |
| 8 maja 2013          | Pittsburgh        | Stany Zjednoczone | Benedum Center                        | N/A                               | N/A           |
| 10 maja 2013         | Boone             | Stany Zjednoczone | Central Iowa Expo                     | N/A                               | N/A           |
| 11 maja 2013         | Kansas City       | Stany Zjednoczone | Liberty Memorial Park                 | N/A                               | N/A           |
| 12 maja 2013         | Maryland Heights  | Stany Zjednoczone | Verizon Wireless Amphitheater         | N/A                               | N/A           |
| 14 maja 2013         | Sioux Falls       | Stany Zjednoczone | W.H. Lyon Fairgrounds & Expo Center   | Bullet for My Valentine Halestorm | N/A           |
| 15 maja 2013         | Milwaukee         | Stany Zjednoczone | Eagles Ballroom                       | Bloodnstuff                       | N/A           |
| 18 maja 2013         | Camden            | Stany Zjednoczone | Susquehanna Bank Center               | N/A                               | N/A           |
| 19 maja 2013         | Columbus          | Stany Zjednoczone | Crew Stadium                          | N/A                               | N/A           |
| 21 maja 2013         | Fort Wayne        | Stany Zjednoczone | Embassy Theatre                       | N/A                               | N/A           |
| 22 maja 2013         | Evansville        | Stany Zjednoczone | The Aiken Theatre at The Centre       | O’Brother                         | N/A           |
| 24 maja 2013         | Lincoln           | Stany Zjednoczone | Pinewood Bowl Theater                 | Bullet for My Valentine Halestorm | N/A           |
| 25 maja 2013         | Pryor Creek       | Stany Zjednoczone | Pryor Creek Grounds                   | N/A                               | N/A           |
| 26 maja 2013         | San Antonio       | Stany Zjednoczone | AT&T Center Grounds                   | N/A                               | N/A           |
| Europa               |                   |                   |                                       |                                   |               |
| 14 czerwca 2013      | Kopenhaga         | Dania             | Refshaleøen                           | N/A                               | N/A           |
| 15 czerwca 2013      | Castle Donington  | Anglia            | Donington Park                        | N/A                               | N/A           |
| Ameryka Północna     |                   |                   |                                       |                                   |               |
| 1 lipca 2013         | Burnaby           | Kanada            | Deer Lake Park                        | N/A                               | N/A           |
| 2 lipca 2013         | Calgary           | Kanada            | Cowboys Stampede                      | Chevelle Monster Truck            | N/A           |
| 4 lipca 2013         | Edmonton          | Kanada            | Rexall Place                          | Chevelle Monster Truck            | N/A           |
| 6 lipca 2013         | Regina            | Kanada            | Brandt Centre                         | Chevelle Monster Truck            | N/A           |
| 8 lipca 2013         | Winnipeg          | Kanada            | MTS Centre                            | Chevelle Monster Truck            | N/A           |
| 9 lipca 2013         | Saint Paul        | Stany Zjednoczone | Roy Wilkins Auditorium                | Chevelle Monster Truck            | N/A           |
| 11 lipca 2013        | London            | Kanada            | Budweiser Gardens                     | Chevelle Monster Truck            | N/A           |
| 14 lipca 2013        | Ottawa            | Kanada            | LeBreton Flats                        | N/A                               | N/A           |
| 15 lipca 2013        | Montreal          | Kanada            | Métropolis                            | Chevelle Monster Truck            | N/A           |
| Ameryka Północna     |                   |                   |                                       |                                   |               |
| 9 sierpnia 2013      | Scranton          | Stany Zjednoczone | Toyota Pavilion at Montage Mountain   | N/A                               | N/A           |
| 10 sierpnia 2013     | Hartford          | Stany Zjednoczone | Comcast Theatre                       | N/A                               | N/A           |
| 11 sierpnia 2013     | Darien            | Stany Zjednoczone | Darien Lake Performing Arts Center    | N/A                               | N/A           |
| 13 sierpnia 2013     | Saratoga Springs  | Stany Zjednoczone | Saratoga Performing Arts Center       | N/A                               | N/A           |
| 14 sierpnia 2013     | Mansfield         | Stany Zjednoczone | Comcast Center                        | N/A                               | N/A           |
| 16 sierpnia 2013     | Bristow           | Stany Zjednoczone | Jiffy Lube Live                       | N/A                               | N/A           |
| 17 sierpnia 2013     | Holmdel Township  | Stany Zjednoczone | PNC Bank Arts Center                  | N/A                               | N/A           |
| 18 sierpnia 2013     | Wantagh           | Stany Zjednoczone | Nikon at Jones Beach Theater          | N/A                               | N/A           |
| 20 sierpnia 2013     | Toronto           | Kanada            | Molson Canadian Amphitheatre          | N/A                               | N/A           |
| 22 sierpnia 2013     | Tinley Park       | Stany Zjednoczone | First Midwest Bank Amphitheatre       | N/A                               | N/A           |
| 23 sierpnia 2013     | Noblesville       | Stany Zjednoczone | Klipsch Music Center                  | N/A                               | N/A           |
| 24 sierpnia 2013     | Clarkston         | Stany Zjednoczone | DTE Energy Music Theatre              | N/A                               | N/A           |
| 27 sierpnia 2013     | Oklahoma City     | Stany Zjednoczone | Zoo Amphitheatre                      | N/A                               | N/A           |
| 28 sierpnia 2013     | Dallas            | Stany Zjednoczone | Gexa Energy Pavilion                  | N/A                               | N/A           |
| 29 sierpnia 2013     | The Woodlands     | Stany Zjednoczone | Cynthia Woods Mitchell Pavilion       | N/A                               | N/A           |
| 31 sierpnia 2013     | Albuquerque       | Stany Zjednoczone | Isleta Amphitheater                   | N/A                               | N/A           |
| 1 września 2013      | Greenwood Village | Stany Zjednoczone | Fiddler’s Green Amphitheatre          | N/A                               | N/A           |
| 2 września 2013      | Salt Lake City    | Stany Zjednoczone | USANA Amphitheatre                    | N/A                               | N/A           |
| 5 września 2013      | Nampa             | Stany Zjednoczone | Idaho Center                          | N/A                               | N/A           |
| 7 września 2013      | George            | Stany Zjednoczone | The Gorge Amphitheatre                | N/A                               | N/A           |
| 8 września 2013      | Ridgefield        | Stany Zjednoczone | Sleep Country Amphitheater            | N/A                               | N/A           |
| 11 września 2013     | Mountain View     | Stany Zjednoczone | Shoreline Amphitheatre                | N/A                               | N/A           |
| 13 września 2013     | Irvine            | Stany Zjednoczone | Verizon Wireless Amphitheatre         | N/A                               | N/A           |
| 14 września 2013     | Phoenix           | Stany Zjednoczone | Ak-Chin Pavilion                      | N/A                               | N/A           |
| 15 września 2013     | Chula Vista       | Stany Zjednoczone | Sleep Train Amphitheatre              | N/A                               | N/A           |
| Ameryka Południowa   |                   |                   |                                       |                                   |               |
| 19 września 2013     | Rio de Janeiro    | Brazylia          | Cidade do Rock                        | N/A                               | Metallica     |
| 24 września 2013     | Porto Alegre      | Brazylia          | Pepsi on Stage                        | N/A                               | N/A           |
| 26 września 2013     | São Paulo         | Brazylia          | Espaço das Americas                   | N/A                               | N/A           |
| 28 września 2013     | Buenos Aires      | Argentyna         | Estadio Luna Park                     | Ithem                             | N/A           |
| 30 września 2013     | Santiago          | Chile             | Movistar Arena                        | N/A                               | N/A           |
| 2 października 2013  | Lima              | Peru              | Park of the Exposition                | N/A                               | N/A           |
| Ameryka Północna     |                   |                   |                                       |                                   |               |
| 5 października 2013  | Meksyk            | Meksyk            | José Cuervo Salón                     | N/A                               | N/A           |
| 26 października 2013 | Las Vegas         | Stany Zjednoczone | Pearl Concert Theater                 | Walking Papers                    | N/A           |
| Europa               |                   |                   |                                       |                                   |               |
| 9 listopada 2013     | Londyn            | Anglia            | Alexandra Palace                      | Ghost Walking Papers              | N/A           |
| 10 listopada 2013    | Leeds             | Anglia            | O2 Academy Leeds                      | Ghost Walking Papers              | N/A           |
| 11 listopada 2013    | Manchester        | Anglia            | Manchester Academy                    | Ghost Walking Papers              | N/A           |
| 13 listopada 2013    | Birmingham        | Anglia            | O2 Birmingham Academy                 | Ghost Walking Papers              | N/A           |
| 14 listopada 2013    | Glasgow           | Szkocja           | O2 Glasgow Academy                    | Ghost Walking Papers              | N/A           |
| 16 listopada 2013    | Newport           | Walia             | Newport Centre                        | Ghost Walking Papers              | N/A           |
| Australia            |                   |                   |                                       |                                   |               |
| 22 lutego 2014       | Brisbane          | Australia         | RNA Showgrounds                       | N/A                               | N/A           |
| 23 lutego 2014       | Sydney            | Australia         | Sydney Olympic Park Sports Centre     | N/A                               | N/A           |
| 25 lutego 2014       | Sydney            | Australia         | Enmore Theatre                        | Down Walking Papers               | N/A           |
| 27 lutego 2014       | Melbourne         | Australia         | Palace Theatre                        | Down Walking Papers               | N/A           |
| 28 lutego 2014       | Melbourne         | Australia         | Flemington Racecourse                 | N/A                               | N/A           |
| 1 marca 2014         | Adelaide          | Australia         | Bonython Park                         | N/A                               | N/A           |
| 3 marca 2014         | Perth             | Australia         | Arena Joondalup                       | N/A                               | N/A           |
| Azja                 |                   |                   |                                       |                                   |               |
| 6 marca 2014         | Singapur          | Singapur          | Fort Canning Hill                     | N/A                               | N/A           |
| 9 marca 2014         | Jokohama          | Japonia           | Yokohama Bay Hall                     | N/A                               | N/A           |
| 10 marca 2014        | Tokio             | Japonia           | Tokyo Studio Coast                    | N/A                               | N/A           |
| Ameryka Północna     |                   |                   |                                       |                                   |               |
| 25 kwietnia 2014     | Tulsa             | Stany Zjednoczone | Brady Theater                         | N/A                               | N/A           |
| 26 kwietnia 2014     | Thackerville      | Stany Zjednoczone | WinStar World Casino                  | N/A                               | N/A           |
| 28 kwietnia 2014     | Austin            | Stany Zjednoczone | Moody Theatre                         | N/A                               | N/A           |
| 29 kwietnia 2014     | Houston           | Stany Zjednoczone | Bayou Music Center                    | N/A                               | N/A           |
| 1 maja 2014          | Tunica Resorts    | Stany Zjednoczone | Horseshoe Casino Tunica               | Kongos                            | N/A           |
| 2 maja 2014          | Cherokee          | Stany Zjednoczone | Harrah’s Cherokee Resort Event Center | N/A                               | N/A           |
| 4 maja 2014          | West Palm Beach   | Stany Zjednoczone | West Palm Beach Waterfront            | N/A                               | N/A           |
| 6 maja 2014          | North Charleston  | Stany Zjednoczone | North Charleston Coliseum             | Monster Truck                     | N/A           |
| 7 maja 2014          | Raleigh           | Stany Zjednoczone | Raleigh Memorial Auditorium           | N/A                               | N/A           |
| 9 maja 2014          | Atlantic City     | Stany Zjednoczone | Ovation Hall                          | N/A                               | N/A           |
| 10 maja 2014         | Mashantucket      | Stany Zjednoczone | Grand Theater at Foxwoods             | Monster Truck                     | N/A           |
| 12 maja 2014         | Syracuse          | Stany Zjednoczone | Landmark Theatre                      | Monster Truck                     | N/A           |
| 13 maja 2014         | Reading           | Stany Zjednoczone | Santander Arena                       | Monster Truck                     | N/A           |
| 14 maja 2014         | Roanoke           | Stany Zjednoczone | Berglund Center                       | Monster Truck                     | N/A           |
| 16 maja 2014         | Huntington        | Stany Zjednoczone | Big Sandy Superstore Arena            | Monster Truck                     | N/A           |
| 17 maja 2014         | Cincinnati        | Stany Zjednoczone | The Shoe                              | Monster Truck                     | N/A           |
| 19 maja 2014         | Cleveland         | Stany Zjednoczone | Jacobs Pavilion                       | Monster Truck                     | N/A           |
| 20 maja 2014         | Battle Creek      | Stany Zjednoczone | Kellogg Arena                         | N/A                               | N/A           |
| 22 maja 2014         | Elizabeth         | Stany Zjednoczone | Horseshoe Southern Indiana            | N/A                               | N/A           |
| 23 maja 2014         | Davenport         | Stany Zjednoczone | Adler Theatre                         | N/A                               | N/A           |
| 24 maja 2014         | Council Bluffs    | Stany Zjednoczone | Harrah’s Stir Cove                    | N/A                               | N/A           |
| Kanada               |                   |                   |                                       |                                   |               |
| 21 czerwca 2014      | Montebello        | Kanada            | Marina de Montebello                  | N/A                               | N/A           |
| Europa               |                   |                   |                                       |                                   |               |
| 27 czerwca 2014      | Essen             | Niemcy            | Stadion Essen                         | Black Label Society               | Black Sabbath |
| 28 czerwca 2014      | Roeser            | Luksemburg        | Herschesfeld Roeser                   | N/A                               | N/A           |
| 29 czerwca 2014      | Dessel            | Belgia            | Boeretang                             | N/A                               | N/A           |
| 1 lipca 2014         | Rzym              | Włochy            | Ippodromo delle Capannelle            | N/A                               | Metallica     |
| 3 lipca 2014         | Arras             | Francja           | Citadelle d’Arras                     | N/A                               | Iron Maiden   |
| 4 lipca 2014         | Bazylea           | Szwajcaria        | St. Jakob-Park                        | N/A                               | Metallica     |
| 6 lipca 2014         | Knebworth         | Anglia            | Knebworth Park                        | N/A                               | Metallica     |
| 8 lipca 2014         | Praga             | Czechy            | Incheba Open Air                      | N/A                               | Metallica     |
| 9 lipca 2014         | Wiedeń            | Austria           | Trabrennbahn Krieau                   | N/A                               | Metallica     |
| 11 lipca 2014        | Warszawa          | Polska            | Stadion Narodowy                      | N/A                               | Metallica     |
| 13 lipca 2014        | Joensuu           | Finlandia         | Joensuun Laulurinne                   | N/A                               | N/A           |
| Ameryka Północna     |                   |                   |                                       |                                   |               |
| 30 lipca 2014        | Hollywood         | Stany Zjednoczone | Guitar Center                         | N/A                               | N/A           |
| 8 sierpnia 2014      | Penticton         | Kanada            | South Okanagan Events Centre          | Danko Jones The Pack A.D.         | N/A           |
| 10 sierpnia 2014     | Prince George     | Kanada            | CN Centre                             | The Pack A.D.                     | N/A           |
| 11 sierpnia 2014     | Dawson Creek      | Kanada            | EnCana Events Centre                  | The Pack A.D.                     | N/A           |
| 13 sierpnia 2014     | Lethbridge        | Kanada            | Enmax Centre                          | Monster Truck The Pack A.D.       | N/A           |
| 15 sierpnia 2014     | Bismarck          | Stany Zjednoczone | Bismarck Civic Center                 | Monster Truck The Pack A.D.       | N/A           |
| 16 sierpnia 2014     | Moorhead          | Stany Zjednoczone | Bluestem Center for the Arts          | Monster Truck The Pack A.D.       | N/A           |
| 18 sierpnia 2014     | Peoria            | Stany Zjednoczone | Peoria Civic Center                   | Monster Truck The Pack A.D.       | N/A           |
| 19 sierpnia 2014     | Indianapolis      | Stany Zjednoczone | Murat Theatre                         | Monster Truck The Pack A.D.       | N/A           |
| 20 sierpnia 2014     | Mount Pleasant    | Stany Zjednoczone | Soaring Eagle Casino & Resort         | N/A                               | N/A           |
| 22 sierpnia 2014     | Hamilton          | Kanada            | FirstOntario Centre                   | Monster Truck The Pack A.D.       | N/A           |
| 23 sierpnia 2014     | Orillia           | Kanada            | Casino Rama                           | The Pack A.D.                     | N/A           |
| 24 sierpnia 2014     | Montreal          | Kanada            | Métropolis                            | Monster Truck The Pack A.D.       | N/A           |
| 26 sierpnia 2014     | Moncton           | Kanada            | Casino New Brunswick                  | Monster Truck The Pack A.D.       | N/A           |
| 27 sierpnia 2014     | Halifax           | Kanada            | Halifax Metro Centre                  | Monster Truck The Pack A.D.       | N/A           |

## Skład
Alice in Chains
- William DuVall – śpiew, gitara rytmiczna, wokal wspierający
- Jerry Cantrell – śpiew, gitara prowadząca, wokal wspierający
- Mike Inez – gitara basowa
- Sean Kinney – perkusja

Produkcja
- A&R: Ronette Bowie, Ryan Del Vecchio
- Dyrektor generalny, przedstawiciel: Velvet Hammer Music and Management Group oraz Susan Silver Management
- Kwestie prawne: King, Holmes, Paterno & Berliner
- Tour manager: Chuck Randall
- Management: David Benveniste